# Pileólus

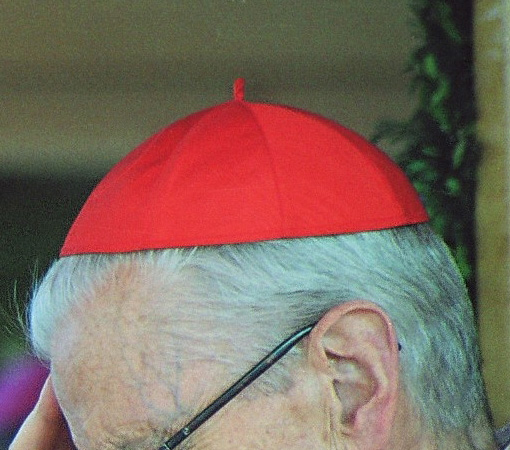
Bíboros a rangjának megfelelő piros színű pileólusban.

A Soli Deo, más néven pileólus egy kis sapka, hasonlít a kippához. Selyemből készül, éppen csak a fej felső részét fedő sapka nem liturgikus viselet, amit a püspökök hordanak, de a reverendával együtt jár, tehát a szertartásokon is hordják a püspöksüveg alatt.
A Soli Deo latin kifejezés, az jelenti, hogy Egyedül Isten. (Soli: egyedül, Deo: Isten). Egyedül az Oltáriszentség jelenlétében veszik le (ezért nevezik solideo-nak), így a misében a prefációtól az áldozás utánig. Péter utóda iránti tiszteletük jeleként a püspökök és bíborosok is le szokták venni, amikor a Szentatya elé járulnak gyűrűcsókra.

## Története
A középkor folyamán alakult ki – valószínűleg a camauro egyszerűsödése révén – a klérus egészére jellemző fejfedő, a pileólus (olaszul zucchetto). A 20. század első feléig az egyszerű papság is hordta (fekete színben, máig a káplánok is hordják), azóta kizárólag a papi-főpapi hierarchia magasabb fokán állók saját viseletét képezi: lila jár a püspököknek és érsekeknek, piros a bíborosoknak és fehér a pápának.